# رامون کارنرو
رامون کارنرو (انگلیسی: Ramón Carnero؛ زادهٔ ۸ نوامبر ۱۹۵۳) بازیکن فوتبال اهل اسپانیا است.